# Dagmar Nilsson
Dagmar Calla Johanna Nilsson (Estocolm, 29 de gener de 1894 – Estocolm, 6 d'abril de 1974) va ser una saltadora sueca que va competir a començaments del segle xx.
El 1912 disputà la prova de palanca de 10 metres del programa de salts, on quedà eliminada en la primera ronda.